# Матрён-Лёва-Ёль
Ма́трён-Лёва-Ёль — река в России, течёт по территории городского округа «Вуктыл» на востоке Республики Коми. Устье реки находится в 9 км по левому берегу реки Берёзовка.
Длина реки составляет 12 км, площадь водосборного бассейна — 21,09 км².
Исток берёт в болотистой лесной местности на высоте 160 метров над уровнем моря. Преобладающим направлением течения в верховьях является север, потом — северо-запад. Течёт по болотистой лесной местности. Впадает в Берёзовку с левой стороны на высоте ниже 74 м над уровнем моря.

## Данные водного реестра
По данным государственного водного реестра России относится к Двинско-Печорскому бассейновому округу, водохозяйственный участок реки — Печора от водомерного поста у посёлка Шердино до впадения реки Уса, речной подбассейн реки — бассейны притоков Печоры до впадения Усы. Речной бассейн реки — Печора.
Код объекта в государственном водном реестре — 03050100212103000063146.